# Gynacantha bispina
Gynacantha bispina är en trollsländeart som beskrevs av Jules Pièrre Rambur 1842. Gynacantha bispina ingår i släktet Gynacantha och familjen mosaiktrollsländor. IUCN kategoriserar arten globalt som sårbar. Inga underarter finns listade i Catalogue of Life.